# 주역천견록
주역천견록(周易淺見錄)은 조선 세종 연간(1418년 ∼ 1450년)에 양촌 권근이 저술한 주역의 해설서이며, 3권 3책의 목판본이다.
권근은 《양촌집(陽村集)》, 《입학도설(入學圖說)》, 《오경천견록(五經淺見錄)》을 저술하였다. 그 중 《오경천견록》은 《예기천견록(禮記淺見錄)》만이 알려졌으나 잇달아 《시경(詩經)》, 《서경(書經)》, 《주역(周易)》의 천견록이 발견되었다. 《춘추천견록(春秋淺見錄)》만 발견되면, 한 질이 모두 갖추어지는 셈이다. 
이 책의 간행은 서(序)·발(跋)·간기(刊記)가 없어 자세히 알 수 없으나 《세종실록》 세종 15년(1433년) 2월 계사조에 성균사예(成均司藝) 김반(金泮)이 역(易)·서(書)·시(詩)·춘추천견록(春秋淺見錄)의 간행을 건의하여 세종이 예조로 하여금 이의 검토를 명한 기록과 이 책의 판식·자체·지질 등으로 미루어 세종 연간에 지방관서에서 간행된 것으로 여겨진다. 
판식은 매우 고형(古形)으로 행간에 계선이 없고, 글씨체는 구양순(歐陽詢)체에 가깝다. 이 책은 역설상경(易說上經), 역설하경(易說下經), 역설계사(易說繫辭)가 1책에 합본되어 간행된 것인데 전 소장자인 이겸노(李謙魯)가 3책으로 나누었던 것인데, 지금은 아단문고로 이관되었다. 
주역은 한대(漢代) 이후 여러 주석본이 있었으나 송대(宋代)에 와서 정이(程頤)의 전(傳)과 주희(朱熹)의 본의(本義)가 나온 뒤에는 대체로 이 두가지 책에 의존하였다. 이 주역천견록의 요지는 주로 본의에 따르면서 간혹 자신의 독특한 견해를 삽입하고 다른 학자들의 해설을 비판하고 있다. 한국 유학사 연구에 있어 주요한 자료이다. 
 본 문서에는 서울특별시에서 지식공유 프로젝트를 통해 퍼블릭 도메인으로 공개한 저작물을 기초로 작성된 내용이 포함되어 있습니다.